# Armidia
Armidia es un género de coleópteros polífagos de la familia Cantharidae, subfamilia Cantharinae, tribu Cantharini. El género contiene cinco especies.

## Especies
- Armidia gracilis (Pandelle, 1867)
- Armidia lohsei Wittmer, 1975
- Armidia nobilissima Reitter, 1884
- Armidia signata (Germar, 1814)
- Armidia unicolor (Dufour, 1851)